# Никакой пощады
«Никакой пощады» (англ. No Mercy; вариант названия: «Без пощады») — американский художественный фильм в жанре боевика, поставленный режиссёром режиссёра Ричардом Пирсом. Премьера фильма состоялась в Лос-Анджелесе и Нью-Йорке 19 декабря 1986 года.

## Сюжет
Во время выполнения совместной операции полицейский Эдди Жиллет теряет своего друга и напарника Джо Коллинза. Объятый жаждой мести, он приезжает в Новый Орлеан, чтобы найти местного босса мафии Лосадо. Именно его Эдди считает виновным в гибели друга. В городе полицейский знакомится с красивой девушкой, находящейся во власти самого Лосадо и являющейся единственной свидетельницей убийства Джо, и вскоре понимает, что сам стал объектом охоты.

## В ролях
- Ричард Гир — Эдди Жиллет
- Ким Бейсингер — Мишель Дювал
- Йерун Краббе — Лосадо
- Уильям Атертон — Аллан
- Чарльз Даттон — сержант Сэнди

## Производство
Съёмки фильма начались 6 января 1986 года и проходили в Новом Орлеане, Чикаго, Уилмингтоне (Северная Каролина), Батон-Руже и на съёмочной площадке киностудии DEG Film Studios.
На главную рассматривались такие актёры, как Ник Нолти и Луис Госсетт-младший. Нолти дал согласие на участие, но так и не появился в кадре.

## Оценки
Кинокритик Роджер Эберт оценил фильм на три звезды из четырёх возможных, в особенности похвалив игру исполнителей главных ролей — Ричарда Гира и Ким Бейсингер. Эберт отнёс кинокартину к фильмам-нуар выше среднего уровня, посетовав лишь на концовку, которую он назвал сборником боевых клише.